# 新能町站
新能町站（日语：／ Shinnoumachi teiryūjō */?）是位於富山縣高岡市荻布，萬葉線的電車站。
從此站步行2分鐘可到達JR西日本冰見線的能町站。

## 電車站構造
電車站是地面車站，建設在共用行車道上，設有2面2線的相對式月台（千鳥式月台）。兩月台之間相隔路口，南邊為高岡站停留場方向月台，北邊為六渡寺站方向。在2010年（平成22年）12月起，月台增設上蓋和斜道，提供了無障礙設施。

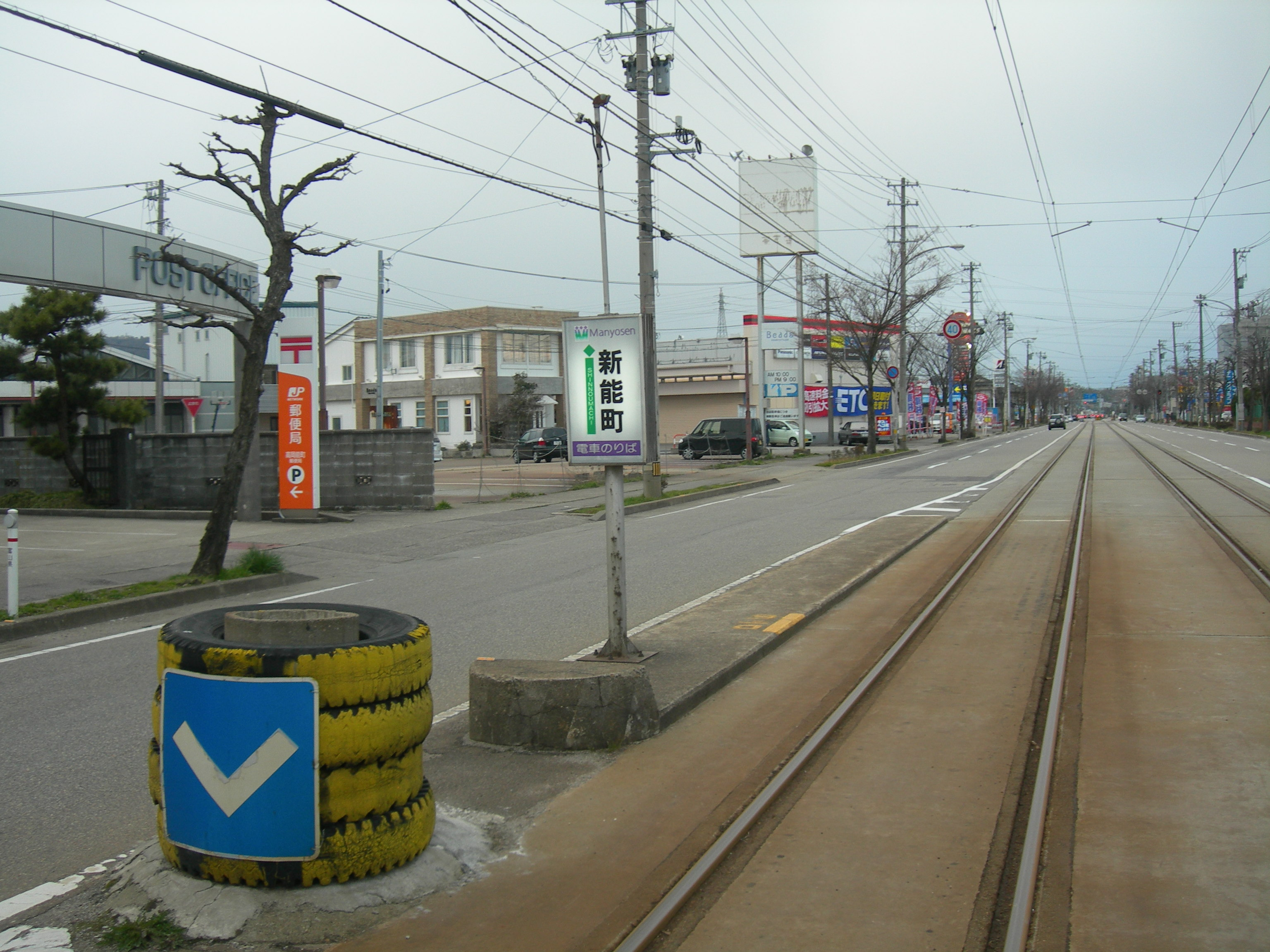
未設有上蓋前的越之潟站方向月台 （2009年3月）
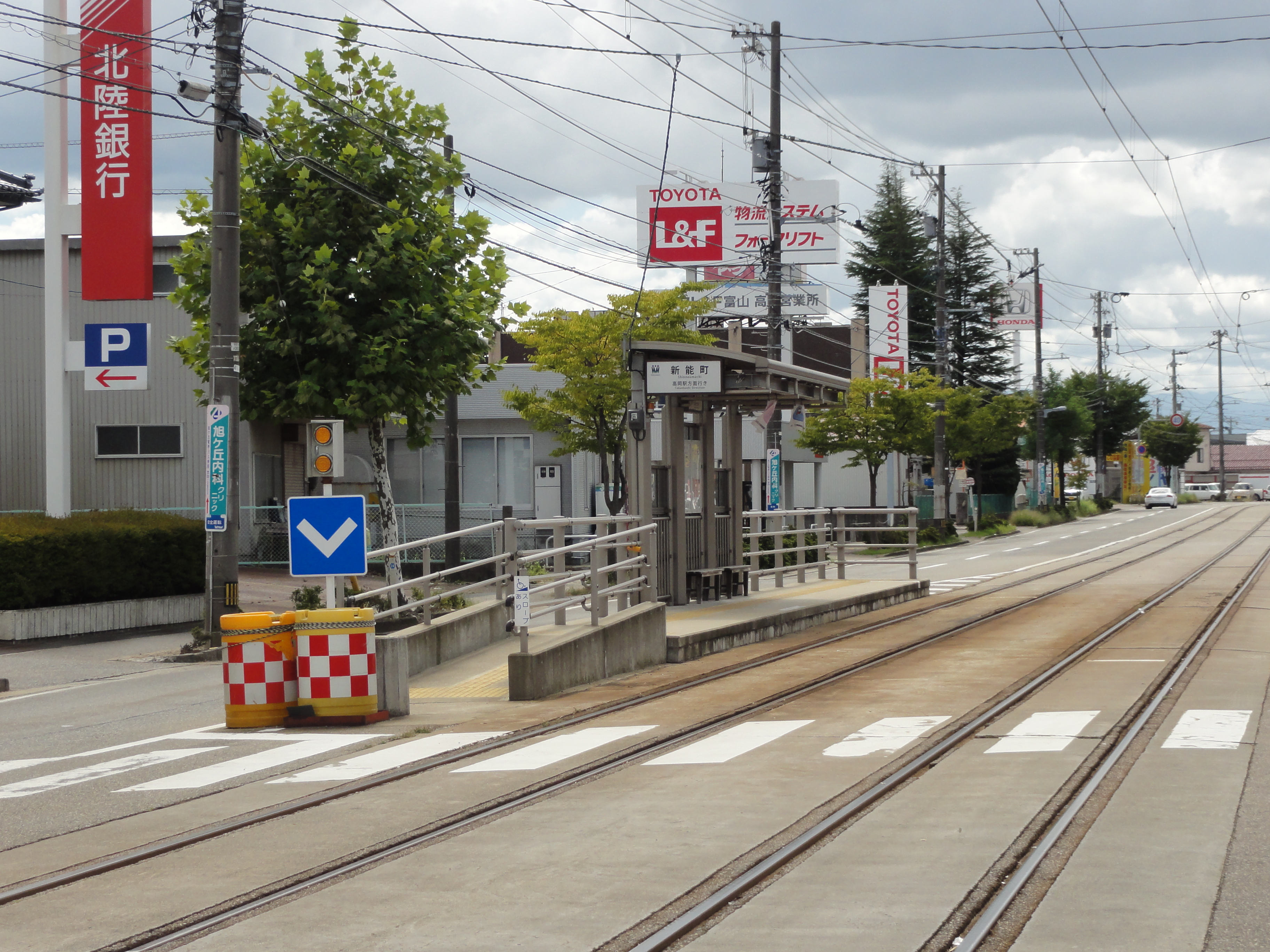
設有上蓋後的高岡站方向月台 （2014年9月）

## 歷史
- 1948年4月10日：富山地方鐵道地鐵高岡（現時：高岡站）至伏木港之間開通，此站啟用。
- 1959年4月1日：轉讓路線給加越能鐵道。
- 2002年4月1日：轉讓路線給萬葉線[2]。
- 2024年9月28日：可使用ICOCA及全國通用IC卡付款[3]。

## 電車站周邊
- 能町站 - 東邊約450米
- 高岡能町郵局
- 北陸銀行能町出張所
- 高岡市農業協同組合（日语：高岡市農業協同組合）能町分店
- 高岡市立能町公民館

## 相鄰電車站
萬葉線
■萬葉線（高岡軌道線）
荻布－新能町－米島口

## 外部連結
- 萬葉線新能町站上行與下行 （页面存档备份，存于）時間表（日語）